# Graham (förnamn)
Graham är ett engelskt förnamn.

## Personer med förnamnet Graham

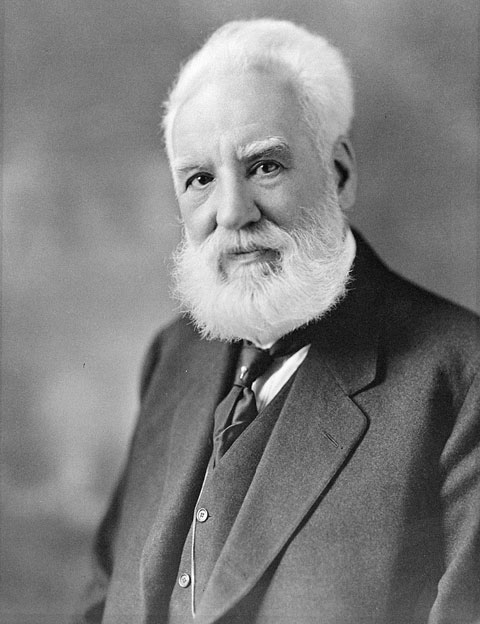
Alexander Graham Bell

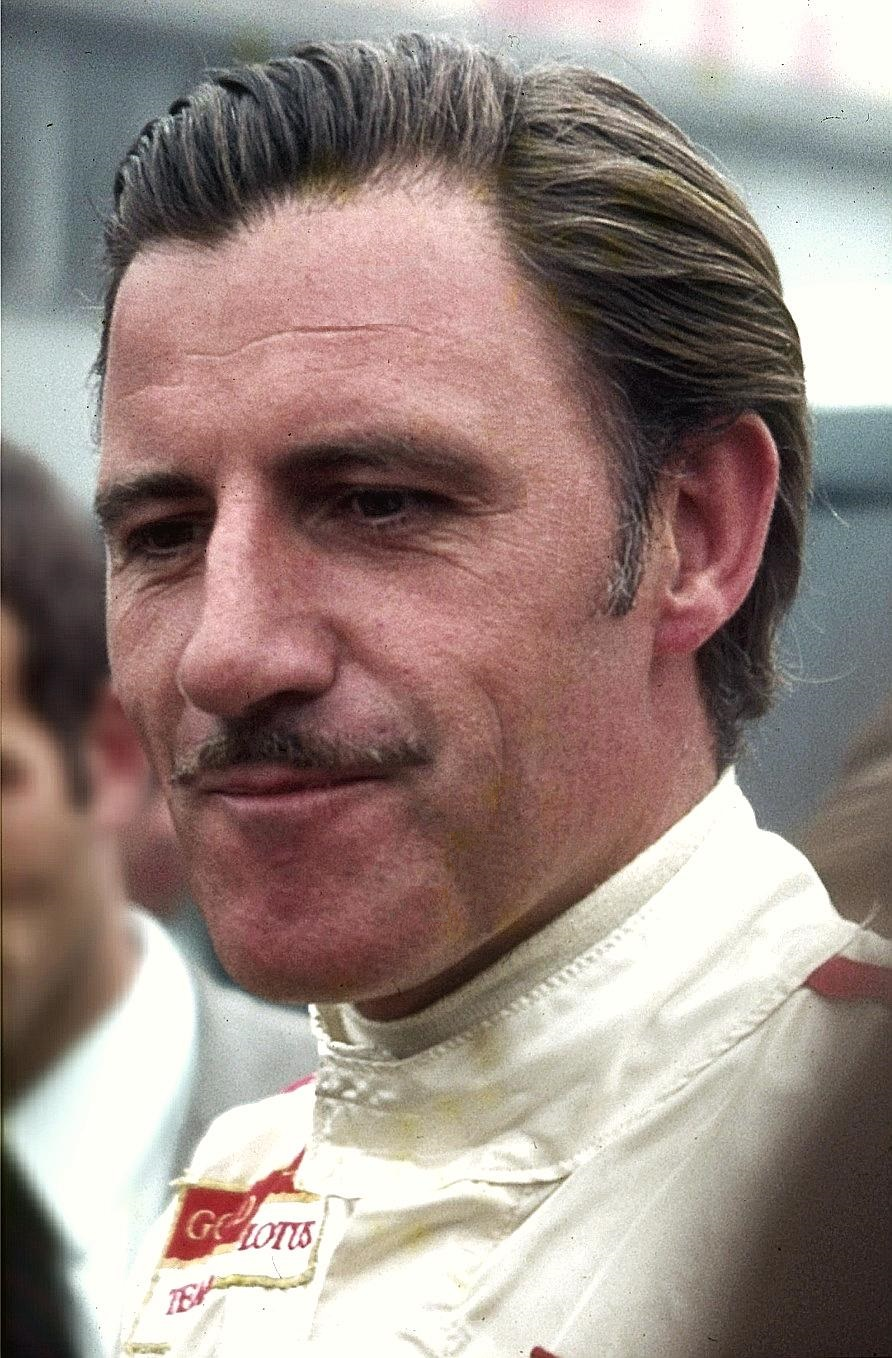
Graham Hill

- Graham Alexander, skotsk fotbollsspelare
- Graham Allen, brittisk politiker
- Graham Bell, brittisk skidåkare
- Alexander Graham Bell, skotsk uppfinnare
- Graham Bonnet, brittisk sångare
- Graham Brady, brittisk politiker
- Graham Budd, brittisk paleontolog
- Graham Chapman, brittisk komiker, författare och skådespelare
- Graham Coxon, brittisk musiker
- Graham Gouldman, brittisk musiker
- James Graham Fair, irländsk-amerikansk affärsman och politiker
- Graham N. Fitch, amerikansk politiker
- Graham Greene, brittisk författare
- Graham Greene (skådespelare), kanadensisk skådespelare
- Graham Gristwood, brittisk orienterare
- Graham Hancock, brittisk journalist och författare
- Graham Hedman, brittisk kortdistanslöpare
- Graham Hill, brittisk racerförare
- Graham Kavanagh, irländsk fotbollsspelare
- Graham Lewis, brittisk musiker
- Graham Linehan, irländsk manusförfattare och komiker
- Graham Marsh, australisk golfspelare
- Graham McPherson, brittisk sångare och skådespelare
- Graham McRae, nyzeeländsk racerförare
- Graham Miles, brittisk snookerspelare
- Graham Nash, brittisk musiker
- Graham Norton, irländsk skådespelare
- Graham Oliver, brittisk gitarrist
- Graham Poll, brittisk fotbollsdomare
- Graham Rahal, amerikansk racerförare
- Graham Simpson, brittisk basist
- William Graham Sumner, amerikansk sociolog
- Graham Swift, brittisk författare
- Graham Turner, engelsk fotbollsspelare och tränare
- George Graham Vest, amerikansk politiker och advokat
- Graham Watson, brittisk politiker
- Graham Yost, amerikansk manusförfattare